# Norma Pujol i Farré
Norma Pujol i Farré (Flix, 9 de febrer de 1988) és una mestra i política catalana.
És diplomada en magisteri d'educació musical per la Universitat de Lleida i postgraduada en gestió i direcció de centres educatius per la mateixa universitat i en educació musical per la Universitat Autònoma de Barcelona.
És mestra de la Generalitat de Catalunya des del 2010. Va formar part de l'equip de redacció de la revista d'informació local La Veu de Flix des de l'any 2008 fins al 2015. És membre de diverses entitats culturals i esportives com ara el Centre d'Estudis de la Ribera d'Ebre, la Joventut Esportiva de Flix i l'Assemblea Nacional Catalana. Fou presidenta del Club Nàutic Flix entre 2012 i 2015.
Fou coordinadora territorial de Joventut de les Terres de l'Ebre entre els anys 2016 i 2018. És directora general de Joventut de la Generalitat de Catalunya i regidora de Joventut, Cultura i Igualtat a l'Ajuntament de Flix per Entesa per Flix. És candidata a les eleccions generals espanyoles de 2019 per la candidatura d'Esquerra Republicana de Catalunya - Sobiranistes, ocupant el segon lloc a la llista per la demarcació de Tarragona.